# Galliate Lombardo
Galliate Lombardo (lombardul: Gajaa vagy Galiaa) település Olaszországban, Varese megyében. Lakosainak száma 992 fő (2023. január 1.). Galliate Lombardo Azzate, Bodio Lomnago, Daverio és Varese községekkel határos.

## Népesség
A település népességének változása:
| Lakosok száma | 996  | 1001 | 992  |
|               | 2017 | 2018 | 2023 |